# Синешапочный момот
Синешапочный момот или большой момот (лат. Momotus momota) — вид птиц из семейства момотовых, типичный представитель рода момотов.

## Описание

### Внешний вид
Длина тела птицы 38—43 см, длина крыла 17 см, длина хвоста 28 см. Масса птицы составляет от 100 до 150 грамм (в зависимости от подвида). На голове, как и у всех момотов (кроме красношапочного) голубое кольцо: спереди небесно-голубого, сзади темно-ультрамаринового цвета. Край лба, область вокруг глаз — чёрные и образуют «маску». В области около ушей чёрная «маска» окаймлена симметричными с двух сторон небольшими голубыми штрихами, также голубые штрихи есть и снизу «маски», на уровне глаз. Круглое пятно на макушке чёрное. Спина и крылья зелёного цвета, который плавно переходит в синий на конце хвоста. Длинные рулевые перья хвоста на концах чёрные. На задней части шеи перья имеют ржаво-коричневый оттенок. Несколько удлиненных, широких чёрных перьев на середине горла окаймлены узкой, небесно-голубого цвета полоской. Маховые перья внутри — чёрные, большие маховые перья снаружи — зеленовато-голубые. Глаза красно-бурые, клюв чёрный, ноги буровато-серого рогового цвета.

### Голос
Голос синешапочного момота кажется печальным. Обычно он издаёт двухсложный звук «гуту-гуту» или «хуту-хуту».

## Распространение
Область распространения синешапочного момота включает в себя часть Южной Америки между Венесуэлой, Колумбией, Перу, северной Аргентиной и Бразилией. Обитает в густых равнинных лесах и кустарниковых зарослях, в горы поднимается на высоту до 2100 метров.

## Питание
Как и все момоты питается насекомыми и другими членистоногими, ящерицами, мелкими млекопитающими и фруктами. Предпочитает охотится с возвышенной присады.

## Размножение
Сезон размножения приходится на осень-зиму (в зависимости от подвида и территории, на которой живут птицы). Для постройки гнезда́ птицы отыскивают круглое или яйцевидное углубление на склоне холма или на другой возвышенности. Если углубление покажется птицам недостаточно длинным, то они могут вырыть нору, которая может достигать 3 метров. В глубине норы строится гнездо. Самка откладывает 3—4 яйца и насиживает их около 20 дней. Самец и самка как правило сменяют друг друга при высиживании. О птенцах тоже заботятся оба родителя.

## Поведение
Синешапочные момоты живут в лесах и, хотя являются непугливыми птицами, не вылетают на опушки. Птицы почти всегда селятся парами. Конкретная территория закрепляется за отдельной парой, где они будут жить всю жизнь, если их не тревожить.

## Классификация
К виду синешапочный момот принадлежат следующие подвиды:
- M. m. cametensis E. Snethlage, 1912
- M. m. ignobilis Berlepsch, 1889
- M. m. marcgravianus Pinto & Camargo, 1961
- M. m. microstephanus P. L. Sclater, 1858
- M. m. momota (Linnaeus, 1766)
- M. m. nattereri P. L. Sclater, 1858
- M. m. parensis Sharpe, 1892
- M. m. pilcomajensis Reichenow, 1919
- M. m. simplex Chapman, 1923